# Vizauer Tibor
Vizauer Tibor (Dés, 1974. június 25.–) erdélyi magyar biológus, biológiai szakíró.

## Életútja
Középiskoláit Désen, az Andrei Mureşanu Líceumban végezte (1992). A BBTE-n szerzett egyetemi diplomát ökológia–környezetvédelem szakon (1997), majd magiszteri fokozatot biocönológiából (1999). A Debreceni Egyetemen doktorátusra iratkozott be; közben különböző dési iskolákban biológiatanár. 2005–2008 között a Kolozs megyei Tanács ökológiai felügyelője. 2005-től titkára, 2008-tól alelnöke a Zöld Erdély Egyesületnek.
Szaktanulmányait, tudománynépszerűsítő írásait románul a Lepidopterológiai Társaság Buletin de informare c. közlönyében, magyarul az Acta Siculica, a Collegium Biologicum és a Múzeumi Füzetek hasábjain közölte. Részt vesz környezet- és természetvédelmi táborokban, az Öko Studium Társaság munkájában is.